# Ces enfants sont à moi !
Ces enfants sont à moi ! (Table for Five) est un film américain réalisé par Robert Lieberman, sorti en 1983.

## Synopsis
Un homme divorcé ayant délaissé ses enfants les emmène en croisière de New York en Égypte pour tenter de renouer avec eux.

## Fiche technique
- Titre original : Table for Five
- Réalisation : Robert Lieberman
- Scénario : David Seltzer
- Production :  CBS Theatrical Films
- Lieux de tournage : Alexandrie, Égypte
- Image : Vilmos Zsigmond
- Musique : Miles Goodman et John Morris
- Montage : Michael Kahn
- Durée : 122 minutes
- Distribution : Warner Bros.
- Date de sortie : 22 février 1983 ( États-Unis)

## Distribution
- Jon Voight : J. P. Tannen
- Richard Crenna : Mitchell
- Marie-Christine Barrault : Marie
- Millie Perkins : Kathleen
- Roxana Zal : Tilde
- Kevin Costner : Jeune marié

## Distinctions
- Roxana Zal remporte le prix de la meilleure actrice lors des Young Artist Awards[1]